# Svaška poroka
Svaška ali leviratska poroka (iz latinskega levir, možev brat) je običaj, da se mora brat pokojnega moža poročiti z njegovo vdovo. 

## Ozadje in snovna načela
Svaška poroka lahko v svojem najbolj pozitivnem smislu služi kot zaščita vdove in njenih otrok, ker jim zagotovi moškega skrbnika in zaščitnika. Pozitiven učinek lahko ima v družbah, v katerih ženske niso samozadostne in se morajo zanašati na zaščito mož, zlasti v družbah, kjer so žene pod nadzorom njihovih mož, njihove služabnice ali celo lastnina in sredstvo za preživetje klana. Prakticiranje svaške poroke je tesno povezano s patriarhalnimi družbami. Izjemno pomembna je bila v starem veku, na primer na Bližnjem vzhodu, in se ponekod po svetu še vedno prakticira. Imeti otroke pomeni dedovanje zemlje, ki daje varnost in družbeni položaj.
Svaška poroka je mogoča samo takrat, ko pokojnik ni imel otrok, da bi se nadaljevala njegova družinska linija. Antropologinja Ruth Mace je v nekaterih delih Afrike odkrila prakso, da se z vdovo lahko poročijo samo pokojnikovi mlajši bratje, ki so s tem prisiljeni poročiti se s starejšo (in manj plodno) žensko, s čimer se  zmanjša rast prebivalstva.

## Judovstvo
Jibum – svaške poroke obravnava Jevamot (hebrejsko יבמות, Bratova vdova), prva razprava tretjega dela Mišne z naslovom Našim (hebrejsko נשים‎, Ženske ali Žene).
Jibum je zapoved iz Tore (Devteronomij 25:5-10), po kateri se je moral brat pokojnika, ki je umrl brez otrok, poročiti z njegovo vdovo. Zakon se je uporabljal samo za brate po očetovi strani, se pravi brate istega očeta ne glede na to, da so bili sinovi različnih mater. Zakon je hkrati pomenil, da se vdova ni smela poročiti s kom drugim. Morala je čakati na enega od bratov ali od njih dobiti dovoljenje in opraviti proceduralno ločitev, imenovano halica (hebrejsko חליצה). Halica se je lahko opravila kot alternativa jibuma. Razprava Ženske obravnava številne primere, v katerih se jibum ne sme uporabiti, torej se ne sme uporabiti niti halica.
Profesor teologijeTikva Frymer-Kensky je poudaril gospodarske posledice judovske  leviratske poroke: dedič pokojnega brata je postal prvi otrok, rojen vdovi in njegovemu bratu. Otrok je bil  upravičen tudi do dediščine, ki bi pripadla pokojnemu bratu.  Če je bil pokojni brat prvorojenec, je bil leviratski otrok upravičen do dvojnega deleža dediščine pokojnega brata. Če pokojni ni imel otrok, je njegov delež podedoval brat, poročen z njegovo vdovo. Če je bil pokojnik prvorojenec,  se je bratov delež podvojil.

## Islam
Islamsko pravo ima natančno dodelana pravila za sklepanje zakona, vključno s tem, kdo in s kom se lahko poroči. Koran ne prepoveduje poroke moškega z bratovo vdovo, vendar prepoveduje, da bi se vdova »podedovala«:
O verniki! Ni vam dovoljeno, da jemljete ženske v prisilno nasledstvo (da jih dedujete kot stvari). In ne zapirajte jih, da bi vzeli del tistega, kar ste jim dali, razen za javno prešuštvovanje. Z njimi postopajte lepo! Tudi če bi jih sovražili, ne ločujte se zaradi tega, ker vi morda nekaj sovražite, bog pa v tem vidi mnogo dobrega.
V predislamskem času je bil pri Arabcih običaj, da je vdova pripadla pokojnikovemu najstarejšemu bratu ali kakšnemu sorodniku. On jo je lahko vzel za ženo ali jo dal komu drugemu ali ji celo prepovedal, da se še kdaj poroči.

## Azija

### Skitija
Svaške poroke med Skiti  so se obudile v primerih, ko je bila pokojnikova družina v težkem gospodarskem položaju. A.M. Hazanov omenja, da so svaške poroke v Osrednji Aziji ponovno oživele med Drugo svetovno vojno. V teh okoliščinah so se bratje in odrasli sinovi pokojnega imeli za  odgovorne za preživetje pokojnikove družine. Eden od bratov se je poročil z vdovo in posvojil njene otroke, če jih je imela.

### Osrednja Azija in Xiongnu
Svaške poroke v skupnostih Hunov na severovzhodnem Kavkazu so se ohranile do 7. stoletja n. št. Armenski zgodovinar  Movses Kalankatuatsi trdi, da so Savirji, eno od hunskih plemen na tem ozemlju, živeli monogamno, časih pa so se poročili še z bratovo vdovo in žibeli bigamno. Dagestanska zgodovinarka Ludmila Gmyrya omenja, da so se svaške poroke dogajale tudi v sodobnem času, morda do 50. let 20. stoletja. 
Kalankatuatsi opisuje hunsko obliko svaške poroke. Ker so imele ženske v hunski družbi visok socialni položaj, je lahko vdova sama izbirala ali se bo ponovno poročila ali ne. Novi mož je lahko  bil pokojnikov brat ali  celo pokojnikov sin z drugo žensko, se pravi svak ali pastorek. Razlika v starosti ni bila pomembna.

### Kirgizija
Pri Kirgizih se je vdova zelo pogosto poročila z mlajšim sorojencem pokojnega moža. Vdova, ki je rodila vsaj enega otroka, je bila upravičena do moža iz pokojnikove rodbine.

### Indonezija
Študija, opravljena v 60. letih 20. stoletja, je pokazala, da je v vasi Karo mnogoženstvo dovoljena oblika zakona in je rezultat svaških porok.

### Kurdistan
Svaške poroke med Kurdi so zelo pogoste, tudi med tistimi v Turčiji, zlasti v Mardinu. V Kurdistanu jih prakticirajo tako, da vdova ostane v družini pokojnega moža. Če je ovdovela, ko so bili njeni otroci še majhni, je dolžna poročiti se z enim od bratov  pokojnega moža. 
Malo drugačna je sororaška poroka: če je moški ovdovel preden je žena rodila prvega otroka ali je žena umrla in zapustila majhne otroke, je ženina družina dolžna vdovcu preskrbeti novo ženo, praviloma pokojničino mlajšo sestro, in zmanjšano doto. Levirat in sororat se prakticirata kot garancija za dobro počutje otrok in garancija, da bo podedovana zemlja, če je, ostala v družini.

## Afrika

### Somalija
V Somaliji se svaške zakonske zveze sklepajo skladno  somalskim običajnim pravom (Xeer), ki določa tudi ceno neveste (yarad).

### Kamerun
Med Mambili v severnem Kamerunu se v celem plemenu prakticirata dedovanje in svaška poroka.

### Nigerija
V nekaterih delih Nigerije je običajna praksa, da se vdova, če ima otroke, poroči z bratom pokojnega moža. Otroci s tem obdržijo identiteto in dediščino v očetovi družini.

### Kenija
Med Magaroli v zahodni Keniji je običaj, da se večina vdov poroči z bratom pokojnega moža.
Med Nandi v kenijskem višavju je  navada, da vdovo »prevzame« brat njenega pokojnega moža. Po običajnem pravu se za prešuštvo šteje vdovin odnos z moškim, ki ni v tesnem sorodstvu z njenim drugim možem.

## Južni Sudan
Med ljudstvi v porečju Nila v južnem Sudanu, zlasti med Dinki in Nuerji, so svaške poroke zelo pogoste.
Alternativna oblika svaške poroke je duhovna poroka, ki se zgodi, če ženin pred poroko umre. Pokojnega ženina zamenja njegov brat. Vsi otroci iz takega zakona se štejejo za otroke pokojnega ženina.

## Vira
- Luigi Pareti (1970): Zgodovina človeštva - Stari svet, II/1, DZS, Ljubljana, str. 173.
- Kur'an časni, Stvarnost Zagreb, Zagreb 1984.